# Широково (Ленінградська область)
Широково (рос. Широково) — присілок у Ломоносовському районі Ленінградської області Російської Федерації.
Населення становить 77 осіб. Належить до муніципального утворення Копорське сільське поселення.

## Географія
Населений пункт розташований на західній околиці міста Санкт-Петербурга.

## Історія
Населений пункт розташований на історичній землі Іжорія.
Згідно із законом від 24 грудня 2004 року № 117-оз належить до муніципального утворення Копорське сільське поселення.

## Населення
| 1862 | 2007 | 2010 |
| ---- | ---- | ---- |
| 271  | ↘60  | ↗77  |